# Gökberk Demirci
Gökberk Demirci (* 20. Oktober 1989 in İzmit) ist ein türkischer Schauspieler.

## Leben und Karriere
Gökberk Demirci wurde am 20. Oktober 1989 in İzmit geboren. Er nahm Schauspielunterricht am Cengiz Küçükayvaz Tiyatrosu. Sein Debüt gab er 2012 in der Fernsehserie Bir Zamanlar Osmanlı: Kıyam. 2013 trat er in Osmanlı’da Derin Devle auf. Unter anderem bekam Demirci 2015 eine Rolle in dem Film Demir Atlı Gringo. 
Anschließend wurde er 2018 für die Serie Adını Sen Koy gecastet. Von 2019 bis 2022 spielte er in der Serie Yemin die Hauptrolle. Seit 2023 ist er in Üç Kız Kardeş zu sehen.

## Filmografie
Filme
- 2015: Demir Atlı Gringo
- 2016: Yıldızlar da Kayar: Das Borak

Serien
- 2012: Bir Zamanlar Osmanlı: Kıyam
- 2013: Osmanlı’da Derin Devle
- 2017: Hayatımın Aşkı
- 2018: Adını Sen Koy
- 2018: Arka Sokaklar
- 2019–2022: Yemin
- seit 2023: Üç Kız Kardeş